# Xenosoma flaviceps
Xenosoma flaviceps är en fjärilsart som beskrevs av Walker 1865. Xenosoma flaviceps ingår i släktet Xenosoma och familjen björnspinnare. Inga underarter finns listade i Catalogue of Life.